# 百済友希
百済 友希（くだら ゆき、1987年5月5日 - ）は、広島県出身の日本の女性ファッションモデル・歌手・トップライナーである。本名：水谷 友希（みずたに ゆき、旧姓：百済）。

## 概要
織田哲郎の事務所 T’s Corporationにアーティスト名・keity.popで所属し、西野カナなどに楽曲提供をしている。2010年にソングライターとしてデビュー。『映画ドラえもん のび太のひみつ道具博物館』に声で出演。映画ドラえもんの劇伴チームにも所属。他には読者モデル/サロンモデルで、業務提携先として、M-Stock17にモデルとして所属していた。バンド・EXXXITのメインボーカルを担う他、2013年にはユニット・平成茶碗蒸しを結成。ボーカルを務める。ラジオから人気に火が付きチャート1位を独占。

## 活動内容
- 2010年
  - 西野カナ
    - シングル「Best Friend」C/W曲「今夜はPARTY UP」 コーラス
    - シングル「会いたくて 会いたくて」C/W曲「Grab BAG」作曲
    - アルバム『to LOVE』10曲目「Come On Yes Yes Oh Yeah!!!」作詞・作曲
- 2011年
  - Kanade　アルバム『響〜echoes〜』2曲目「Black Marketer」作詞・作曲
- 2012年
  - EXXXIT　1stワンマンライブ@渋谷clubasia
  - EXXXIT　2ndワンマンライブ@六本木morph
- 2013年
  - 『映画ドラえもん のび太のひみつ道具博物館』声の出演
- 2014年
  - 『極黒のブリュンヒルデ』サウンドトラック収録『いちばん星』 作詞
  - EXXXIT　3rdワンマンライブ@渋谷clubasia
  - アルバム『皆で歌おう!すぐに歌って騒げるEDM×J-POPカヴァーvol.1』収録
    - 「風の谷のナウシカ」「ハナミズキ」：歌
    - 「天体観測」：コーラス
- 2015年
  - 『スプラトゥーン（Wii U、任天堂）』でアオリの声を担当[1]。
    - 2017年の「スプラトゥーン2」と2022年の「スプラトゥーン3」でもアオリの声と歌を担当。
- 2017年
  - シングル「誰かじゃなくて私だけ」リリース[2]。
  - NMB48シングル「ワロタピーポー」通常盤 Type-D収録C/W曲「Which one」をSI.Vとの制作ユニットOmotiClubで作曲。
- 2018年
  - 音楽学校オトノミチシルベのオンラインレッスン講師就任。
- 2023年
  - Omoticlub名義1stシングル「スポーツカーに飛び乗って」をリリース[3]。
  - MARIPOP（菊間まりとのコンビ）名義でシングル「Do you believe in magic?」をリリース[4]。
- 2024年
  - アルミ・ニウムバーチ（CV.上坂すみれ）『シャーマンキングFLOWERS』Blu-ray BOX挿入歌「Starlight」作詞：作曲（SI.Vこと平野真吾と共作）：コーラス[5][6]。
  - 「Sail on!」歌唱[7]
- 2025年
  - Omoticlub名義2ndシングル「タイムマシンに乗って」をリリース[8]

### 雑誌
- 『Popteen』『BLENDA』（角川春樹事務所）
- 『S Cawaii!』『mina』（主婦の友社）
- 『ViVi』（講談社）
- 『MORE』（集英社）
- 『Pretty Style』（小学館）
- 『ar』（主婦と生活社）
- 『Soup』

### イベント
- 「百済友希ちゃん夏祭りイベント」（2010年7月16日。ミンクス原宿店にて）
- EXXXIT LIVE（2011年10月15日）